# Alfred Lagache
Alfred Lagache (24 oktober 1889 – 18 augustus 1971) was een Frans carambolebiljarter die gespecialiseerd was in driebanden en als enige Fransman in die spelsoort ooit wereldkampioen werd. 
Hij won het wereldkampioenschap driebanden in 1935 en in 1937 en eindigde op de derde plaats in 1938.
Hij won het Europees kampioenschap driebanden in 1935, 1939, 1947 en 1949.